# Nemzeti Bajnokság III 1942–1943
Nemzeti Bajnokság III 1942–1943 sau liga a treia maghiară sezonul 1942–1943, a fost al 29-lea sezon desfășurat în această competiție.

## Istoric și format
Liga a treia a fost formată din 8 serii: 
- Alföld,
- Buda
- Duna-Tisa,
- Transdanubia,
- Matra
- Tisa de Sus
- Harghita Sud și
- Harghita Nord.

Doar în Tisa de Sus, Harghita Sud și Harghita Nord au evoluat echipe românești.

## Seria Tisa de Sus
Echipele participante au fost din 4 orașe: 
- Baia Mare: AS Noroc Bun, AS Petroșeni, AS II,
- Baia Sprie: CA Trezoreria
- Carei: CA,
- Craihaza: CFM
- Hust: AS Levente
- Mátészalka: CG
- Satu Mare: Stăruința, CFM

Baia Mare și Satu Mare au avut mai mult de o echipă.
| Poz | Echipă                 | Pld | W  | D | L  | GF  | GA  | GD  | Pct |
| --- | ---------------------- | --- | -- | - | -- | --- | --- | --- | --- |
| 1   | ASL Muncaci (C)(P)     | 26  | 21 | 3 | 2  | 106 | 32  | +74 | 48  |
| 2   | AS Minerul Slatina     | 26  | 21 | 1 | 4  | 87  | 30  | +57 | 43  |
| 3   | CA CFM Sátoraljaújhely | 26  | 18 | 2 | 6  | 73  | 48  | +25 | 38  |
| 4   | AS Satu Mare           | 26  | 14 | 5 | 7  | 61  | 48  | +13 | 33  |
| 5   | CSV Nyíregyháza        | 26  | 13 | 6 | 7  | 47  | 43  | +4  | 32  |
| 6   | AS Noroc Bun Baia Mare | 26  | 13 | 5 | 8  | 60  | 38  | +22 | 31  |
| 7   | CS CFM Püspökladány    | 26  | 8  | 8 | 10 | 63  | 43  | +20 | 24  |
| 8   | AS Petroșeni Baia Mare | 26  | 8  | 7 | 11 | 45  | 51  | –6  | 23  |
| 9   | AS CFM CFM Craihaza    | 26  | 7  | 6 | 13 | 50  | 65  | –15 | 20  |
| 10  | CFM Satu Mare          | 26  | 4  | 9 | 13 | 41  | 59  | –18 | 17  |
| 11  | CGF Beregszász         | 26  | 8  | 0 | 18 | 57  | 111 | –54 | 16  |
| 12  | Stăruința Satu Mare    | 26  | 5  | 6 | 16 | 36  | 73  | –37 | 16  |
| 13  | AS Seleușu Mare        | 26  | 5  | 4 | 17 | 42  | 80  | –38 | 14  |
| 14  | AS Ciop                | 26  | 3  | 7 | 16 | 47  | 94  | –47 | 13  |

(C) Campioana a fost ASL Muncaci.
(P) ASL Muncaci a promovat în NBII (liga a doua maghiară).
Surse:
"Sportul Național"/"Nemzeti Sport" din 1943.07.20.

## Seria Harghita - Grupa Sud
Echipele participante au fost din 5 localități: 
- Comandău: AS
- Miercurea Ciuc: AG
- Odorheiu Secuiesc: AG Hargita, Ciaba
- Sfântu Gheorghe: Textila, AS Corvinul
- Târgu Secuiesc: AS Gábor Áron

Odorheiu Secuiesc și Sfântu Gheorghe au avut mai mult de o echipă.
| Poz | Echipă                       | Pld | W | D | L | GF | GA | GD  | Pct |
| --- | ---------------------------- | --- | - | - | - | -- | -- | --- | --- |
| 1   | Hargita Odorheiu Secuiesc(C) | 12  | 8 | 1 | 3 | 28 | 18 | +10 | 17  |
| 2   | Textila Sfântu Gheorghe      | 9   | 8 | 0 | 1 | 32 | 15 | +17 | 16  |
| 3   | Corvinul Sfântu Gheorghe     | 10  | 5 | 2 | 3 | 17 | 16 | +1  | 12  |
| 4   | AG Miercurea Ciuc            | 11  | 4 | 2 | 5 | 12 | 14 | -2  | 10  |
| 5   | Ciaba Odorheiu Secuiesc      | 11  | 3 | 2 | 6 | 15 | 24 | -9  | 8   |
| 6   | AS GA Târgu Secuiesc         | 11  | 3 | 0 | 8 | 12 | 30 | -18 | 6   |
| 7   | CA Cristuru Secuiesc*        | -   | - | - | - | -  | -  | -   | -   |

(C) Campioana a fost Hargita Odorheiu Secuiesc.
* S-a retras.
Surse:
"Sportul Național"/"Nemzeti Sport" 1943.05.25

## Seria Harghita - Grupa Nord
Echipele participante au fost din 4 orașe: Târgu Mureș, Cristuru Secuiesc, Gheorgheni și Reghin. Doar Târgu Mureș a avut mai mult de o echipă.
| Poz | Echipă                 | Pld | W | D | L | GF | GA | GD  | Pct |
| --- | ---------------------- | --- | - | - | - | -- | -- | --- | --- |
| 1   | Atilla Târgu Mureș (C) | 11  | 6 | 2 | 3 | 16 | 15 | +1  | 14  |
| 2   | AS Turul Reghin        | 11  | 6 | 2 | 3 | 12 | 14 | -2  | 14  |
| 3   | CFM Târgu Mureș II     | 10  | 6 | 1 | 3 | 28 | 14 | +14 | 13  |
| 4   | AEFMC Târgu Mureș II   | 12  | 6 | 1 | 5 | 18 | 18 | 0   | 13  |
| 5   | CA Cristuru Secuiesc   | 11  | 5 | 1 | 5 | 14 | 29 | -15 | 11  |
| 6   | AS Târgu Mureș II      | 11  | 3 | 1 | 7 | 21 | 17 | +4  | 7   |
| 7   | AS Gheorgheni*         | -   | - | - | - | -  | -  | -   | -   |

(C) Campioana Atilla Târgu Mureș a promovat în NB II 1943-44(Liga a 2-a maghiară 1943-44)
* S-a retras.
Surse:
"Sportul Național"/"Nemzeti Sport" 1943.05.25

## Vezi și
- Prima ligă maghiară
- Liga a 2-a maghiară
- Prima ligă maghiară 1941–42
- Liga a 2-a Maghiară 1941–42